# Sudovikovit
Sudovikovit (IMA-Symbol Svi) ist ein sehr selten vorkommendes Mineral aus der Mineralklasse der „Sulfide und Sulfosalze“ mit der chemischen Zusammensetzung PtSe2 und damit chemisch gesehen ein Platinselenid. Als enge Verwandte der Sulfide werden die Selenide in dieselbe Klasse eingeordnet.
Sudovikovit kristallisiert im trigonalen Kristallsystem, konnte bisher jedoch nur in Form von mikroskopisch kleinen, unregelmäßigen Körnern und Einschlüssen in Clausthalit bis etwa 180 μm Größe entdeckt werden. Das Mineral ist vollkommen undurchsichtig (opak) und zeigt auf den Oberflächen der silbergrauen bis bleigrauen Körner einen metallischen Glanz. Seine Strichfarbe ist ebenfalls grau. Unter dem Auflichtmikroskop erscheint Sudovikovit allerdings weiß mit einem Stich ins Gelbliche. Zudem variiert seine Farbe aufgrund des starken Reflexionspleochroismus zwischen hellgelb und hellviolett.

## Etymologie und Geschichte
Erstmals entdeckt wurde Sudovikovit in der Uran-Vanadium-Lagerstätte Srednyaya Padma (russisch Средняя Падма) der Velikaya Guba (russisch Великая Губа) nahe dem gleichnamigen Fluss Padma am Onegasee auf der Halbinsel Saoneschje (englisch: Zaonezhie; russisch Заонежье) in der zur Russischen Föderation gehörenden Republik Karelien. Die Analyse und Erstbeschreibung erfolgte durch Ju. S. Polechowskij, I. P. Tarassowa, A. R. Nesterow, Ja. A. Pachomowskij und A. Ju. Bachtschissaraizew (russisch: Ю. С. Полеховский, И. П. Тарасова, А. Р. Нестеров, Я. А. Пахомовский, А. Ю. Бахчисарайцев), die das Mineral nach dem sowjetischen Geologen und Petrologen Nikolai Georgijewitsch Sudowikow (englisch: Nikolai Georgievich Sudovikov; russisch: Николай Георгиевич Судовиков; 1903–1966) benannten.
Das Mineralogenteam sandte seine Untersuchungsergebnisse und den gewählten Namen 1995 zur Prüfung an die International Mineralogical Association (interne Eingangs-Nr. der IMA: 1995-009), die den Sudovikoit als eigenständige Mineralart anerkannte. Die Publikation der Erstbeschreibung folgte zwei Jahre später im russischen Fachmagazin Доклады Академии наук [Doklady Akademii Nauk] (deutsch: Berichte der Akademie der Wissenschaften). Die Anerkennung wurde 1998 mit der Publikation der New Mineral Names im englischsprachigen Fachmagazin American Mineralogist nochmals bestätigt.
Das Typmaterial des Minerals wird in der Mineralogischen Sammlung der Staatlichen Bergbau-Universität Sankt Petersburg (ehemals Staatliches Bergbauinstitut) in Sankt Petersburg aufbewahrt.

## Klassifikation
Da der Sudovikoit erst 1995 als eigenständiges Mineral anerkannt wurde, ist er in der seit 1977 veralteten 8. Auflage der Mineralsystematik nach Strunz noch nicht verzeichnet.
Im zuletzt 2018 überarbeiteten und aktualisierten Lapis-Mineralienverzeichnis nach Stefan Weiß, das sich aus Rücksicht auf private Sammler und institutionelle Sammlungen noch nach dieser alten Form der Systematik von Karl Hugo Strunz richtet, erhielt das Mineral die System- und Mineral-Nr. II/D.28-055. In der „Lapis-Systematik“ entspricht dies der Mineralklasse der „Sulfide und Sulfosalze“ und dort der Abteilung „Sulfide mit dem Stoffmengenverhältnis Metall : S,Se,Te < 1 : 1“, wo Sudovikovit zusammen mit Berndtit, Kitkait, Melonit, Merenskyit, Moncheit, Shuangfengit und Verbeekit die „Melonitgruppe“ mit der System-Nr. II/D.28 bildet.
Die von der IMA zuletzt 2009 aktualisierte 9. Auflage der Strunz’schen Mineralsystematik ordnet den Sudovikovit dagegen in die Abteilung der „Metallsulfide mit M : S ≤ 1 : 2“ ein. Diese ist zudem weiter unterteilt nach dem genauen Stoffmengenverhältnis und den in der Verbindung vorherrschenden Metallen, so dass das Mineral entsprechend seiner Zusammensetzung in der Unterabteilung „M : S = 1 : 2; mit Cu, Ag, Au“ zu finden ist, wo es allerdings ebenfalls zusammen mit Berndtit, Melonit, Moncheit, Merenskyit, Kitkait und Shuangfengit die „Melonitgruppe“ mit der System-Nr. 2.EA.20 bildet.
Auch die vorwiegend im englischen Sprachraum gebräuchliche Systematik der Minerale nach Dana ordnet den Sudovikoit in die Klasse der „Sulfide und Sulfosalze“ und dort in die Abteilung der „Sulfidminerale“ ein. Hier ist er ebenfalls in der „Melonitgruppe (Trigonal: P3m1) AX2-Typ“ mit der System-Nr. 02.12.14 innerhalb der Unterabteilung „Sulfide – einschließlich Seleniden und Telluriden – mit der Zusammensetzung AmBnXp, mit (m+n) : p = 1 : 2“ zu finden.

## Chemismus
In der theoretisch idealen, das heißt stoffreinen Verbindung von Sudovikovit (PtSe2) besteht das Mineral aus Platin (Pt) und Selen (Se) im Stoffmengenverhältnis von 1 : 2. Dies entspricht einem Massenanteil (Gewichts-%) von 55,26 Gew.-% Pt und 44,74 Gew.-% Se.
Insgesamt 12 Mikrosondenanalysen an natürlichen Mineralproben aus der Typlokalität ergaben dagegen eine durchschnittliche Zusammensetzung von 53,38 Gew.-% Pt und 43,70 Gew.-% Se sowie zusätzlich einen Palladiumgehalt (Pd) von 2,52 Gew.-%. Auf der Basis von zwei Selenatomen korrespondieren diese Werte mit der empirischen Formel (Pt0,99Pd0,08)Σ=1,07Se2,00, die zur eingangs genannten Formel idealisiert wurde.

## Kristallstruktur
Sudovikovit kristallisiert in der trigonalen Raumgruppe P3m1 (Raumgruppen-Nr. 164) mit den Gitterparametern a = 3,73 Å und c = 5,02 Å sowie einer Formeleinheiten pro Elementarzelle.
Die Kristallstruktur von Shuangfengit besteht aus IrTe6-Oktaedern, die Schichten senkrecht zur c-Achse {0001} bilden. Die einzelnen Schichten werden nur über schwache Van-der-Waals-Kräfte zusammengehalten, was auch die Ursache für die gute Spaltbarkeit entlang dieser Kristallachse ist.
| Kristallstruktur von Sudovikovit |
| - mit Blickrichtung parallel zur a-Achse - mit Blickrichtung parallel zur b-Achse - mit Blickrichtung parallel zur b-Achse - in der kristallographischen Standardausrichtung - Größerer Ausschnitt der Struktur als „Polyeder-Modell“ |
| Farbtabelle: _ Pt 0 _ Se |

## Bildung und Fundorte
An seiner Typlokalität, der in der Uran-Vanadium-Lagerstätte Srednyaya Padma auf der Halbinsel Saoneschje in der zur russischen Föderation gehörenden Republik Karelien, fand sich Sudovikoit eingeschlossen in Clausthalit in Dolomit-Roscoelith-Gängen. Neben diesen Gangmineralien traten als weitere Paragenesen noch gediegen Bismut und Gold, Bohdanowiczit, Clausthalit, Froodit, Guanajuatit, Insizwait, Padmait, Polarit, Quarz, Sobolevskit sowie die noch unbenannten Verbindungen PtBiSe und PtCoCu(Se,S)4.
Sudovikovit gehört zu den sehr seltenen Mineralbildungen und konnte bisher in nur wenigen Proben nachgewiesen werden. Außer seiner Typlokalität, die auch die bisher einzige Fundstätte in Russland darstellt, trat Sudovikovit weltweit nur noch in der sedimentären Gold-Palladium-Platin-Lagerstätte der Serra Pelada Claims nahe der Stadt Curionópolis im Bundesstaat Pará und in der Eisen-Gold-Palladium-Mine Cauê bei Itabira im Bundesstaat Minas Gerais in Brasilien auf.